# Triumph TR-serie
De Triumph TR-serie bestaat uit een reeks sportwagens, gebouwd door de Standard Motor Company uit het Engelse Coventry.

## Algemeen
"TR" staat voor Triumph Roadster. De serie bestaat uit acht modellen die, vanaf de TR 1 tot en met de TR 6, een doorontwikkeling zijn van het daaraan voorafgaande model.
 Alleen de TR 7 en 8 waren echt nieuwe concepten maar wel bedoeld de TR-lijn voort te zetten en worden daarom ook in dit artikel beschreven.

## Geschiedenis
In de jaren 30 van de twintigste eeuw had Triumph een goede reputatie opgebouwd met het bouwen van sportieve auto's. Deze reputatie werd bevestigd toen het merk na de Tweede Wereldoorlog, nu als onderdeel van Standard Motor Company, twee aantrekkelijke en goed verkopende roadsters produceerde, de 1800 en de 2000.
In de jaren 50 konden deze echter niet meer concurreren met de sportwagens van bijvoorbeeld MG.
Sir John Black, de toenmalig directeur, gaf ontwerper Walter Belgrove opdracht tot de productie van een prototype, wat in 1950 resulteerde in de Triumph TR X.
De auto was weinig succesvol en om diverse redenen werd niet tot productie overgegaan. 
Black zag echter een duidelijke markt voor een kleine, goedkope sportwagen en in 1951 kregen Belgrove en chassisontwerper Harry Webster wederom de opdracht een prototype te ontwerpen, waarin zo veel mogelijk bestaande Triumph onderdelen verwerkt moesten worden om de kostprijs laag te houden.

## Typen

### 20 TS / TR 1
In 1952 verscheen er op de jaarlijkse Londense Autoshow de 20 TS (Triumph Sports), deze kreeg (achteraf) de type aanduiding TR 1.
De auto was gebouwd met behulp van bestaande componenten. De motor uit een Standard Vanguard, wielophanging van de Triumph Mayflower en het chassis van de vooroorlogse Standard Flying Nine.
 De auto oogde aantrekkelijk maar de problemen ontstonden wanneer de auto werd gereden zoals hij bedoeld was: als een sportwagen.
 Hij had onvoldoende wegligging, slechte remmen en een topsnelheid van nauwelijks 80 mph (129 km/h). De testrijder Ken Richardson van BRM, omschreef de auto als een 'death-trap'.

De auto ging nooit in productie en het ontwerp terug naar de tekentafel. In 5 maanden lukte het de ontwerpers de auto te verbeteren door het motorvermogen te verhogen, de remcapaciteit te vergroten en het chassis te verlengen en te verstevigen. Het verbeterde ontwerp werd als Triumph TR 2 onthuld. Het is onbekend of de oorspronkelijke 20 TS nog bestaat.

### TR 2
De TR 2 werd op het juiste moment gelanceerd. Het was een eenvoudige, sterke auto met onder de motorkap voldoende vermogen. Er was ook kritiek: De vering werd door veel klanten als te stug ervaren, de wegligging was nog steeds niet optimaal en ook de bereikte vertraging van de trommelremmen was nog steeds aan de matige kant voor een sportwagen.
Het basisconcept deugde echter wel: de auto was compleet, met goede prestaties en de prijs was laag.
 Op 20 mei 1953 vestigde een TR 2 in Jabbeke een snelheidsrecord. Als eerste sportwagen in de klasse tot 2000 cc reed ze boven de 200 km/h: 201 km/h om precies te zijn. Het oude  record was nog recent gevestigd door een Sunbeam Alpine.
Er werden tussen Augustus 1953 en November 1955 8.628 stuks geproduceerd. Naar huidige maatstaven een bescheiden aantal maar de auto bezorgde Triumph een goede naam als sportwagenfabrikant.

### TR 3

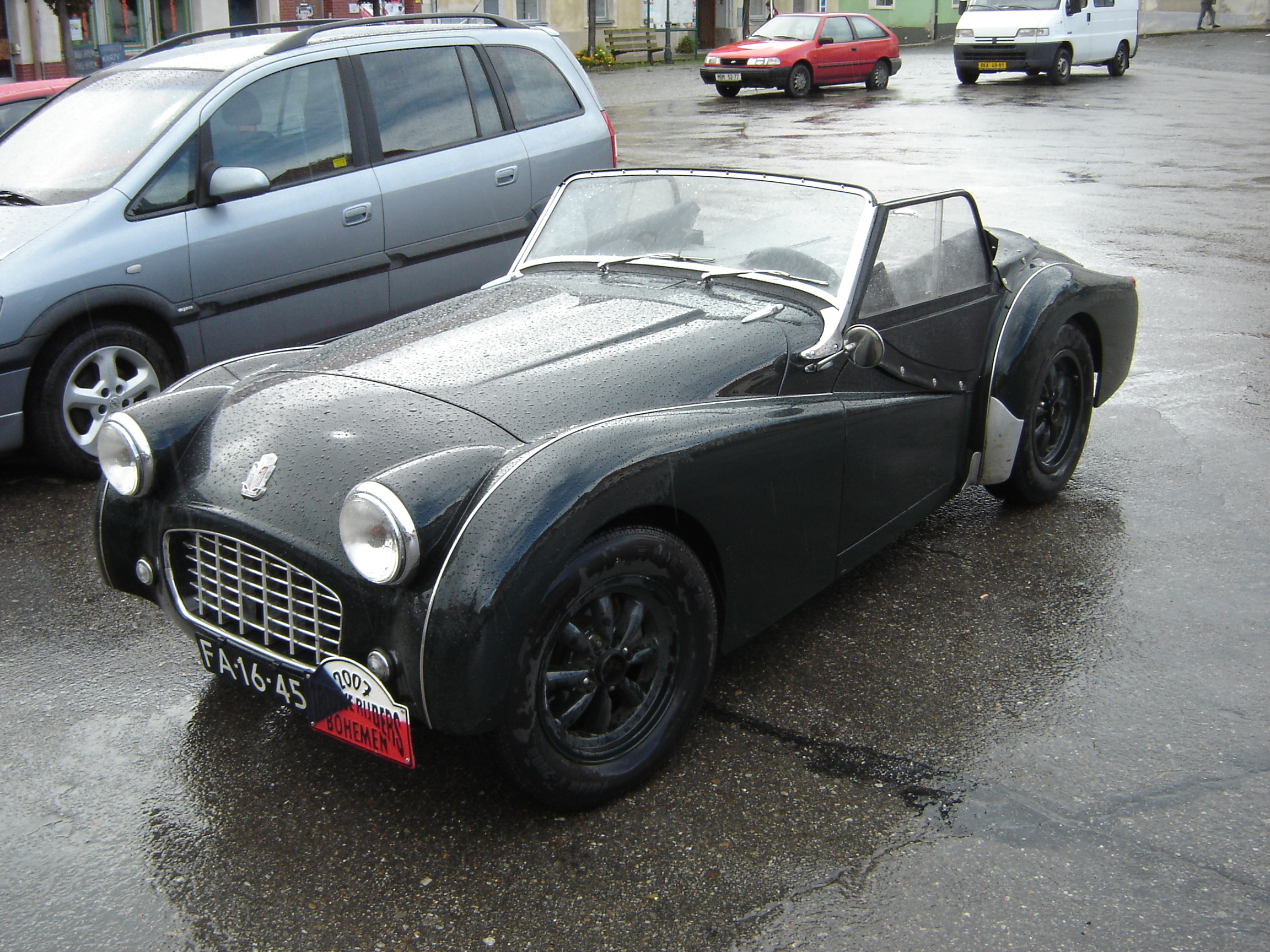
Triumph TR 3

De TR 3 was slechts in detail verschillend van zijn voorganger en werd in September 1955 geïntroduceerd. Er werden 13.377 exemplaren gebouwd. 
De voornaamste veranderingen bestonden uit:
- 10 pk meer vermogen.
- Grotere carburateurs.
- Verbeterde cilinderkop.
- Een andere grille (de TR2 had slechts een 'gapend gat').
- Tegen meerprijs leverbare overdrive.
- Tegen meerprijs leverbare achterzitting.
- Vanaf 1956: Schijfremmen op de voorwielen.

#### TR 3A

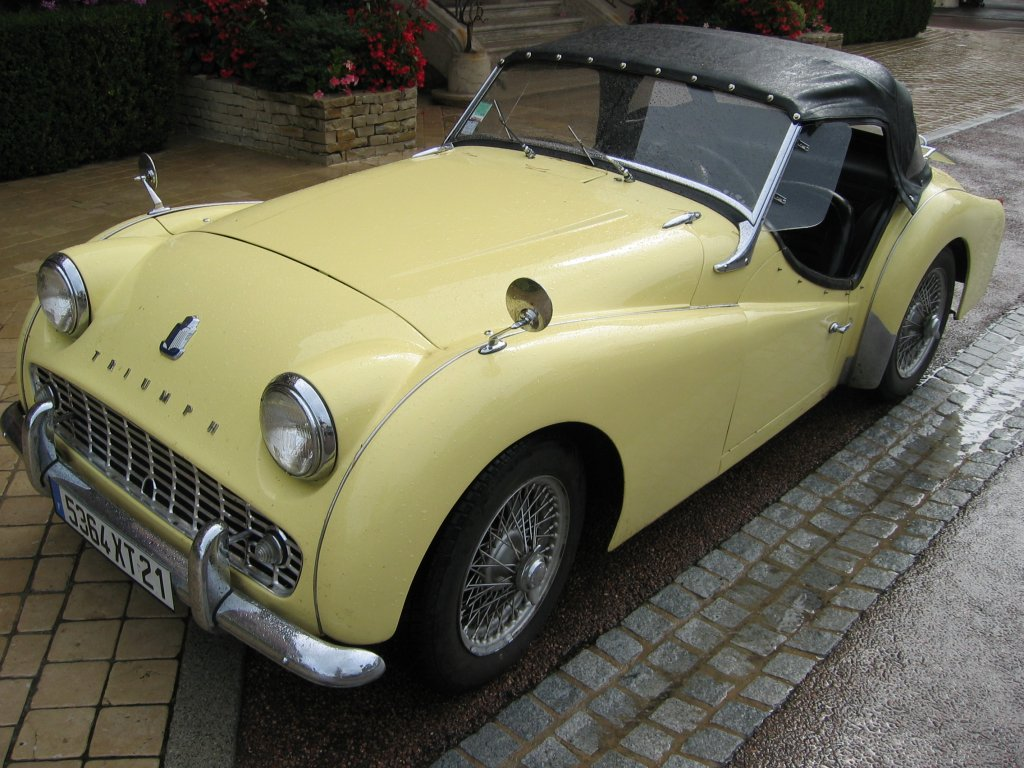
Triumph TR 3A

In het najaar van 1957 verscheen het 'nieuwe model', hoewel er geen structurele veranderingen waren kreeg het toch een andere naam: TR 3a met als voornaamste veranderingen:
- Her-ontworpen voorzijde.
- Kleinere koplampen.
- Brede grille.
- Portiergrepen aan de buitenzijde (voorheen konden de deuren alleen van binnenuit worden geopend, of van buitenaf door het opklapbare raam.)
- Kofferdekselgreep (in plaats van twee goedkope grendels).
- Qua afwerking en instrumenten werd de auto gemoderniseerd. 
Er werden van dit model tot 1962 58.309 stuks geproduceerd.

#### TR 3B:[3]
Dit type was bedoeld voor de Amerikaanse markt. Dealers aldaar wilden, na de introductie van de TR 4, nog geen afscheid nemen van het, goedverkopende, TR 3 model  zodat er besloten werd deze naast de TR 4 nog enige tijd te handhaven.  Deze TR 3 B's hadden de grotere motor van 2136 cc en de volledig gesynchroniseerde versnellingsbak van de TR 4 maar de carrosserie van de TR 3A. Verder waren er een aantal kleinere verschillen, bijv. de letters TRIUMPH waren iets anders uitgevoerd  net als op de TR 4 (glad oppervlak) en het embleem op de motorkap is uitgevoerd in de kleur wit/blauw i.p.v. wit/rood).  
De TR 3B werd gebouwd in een serie van 3.334 auto's. 

### TR 4

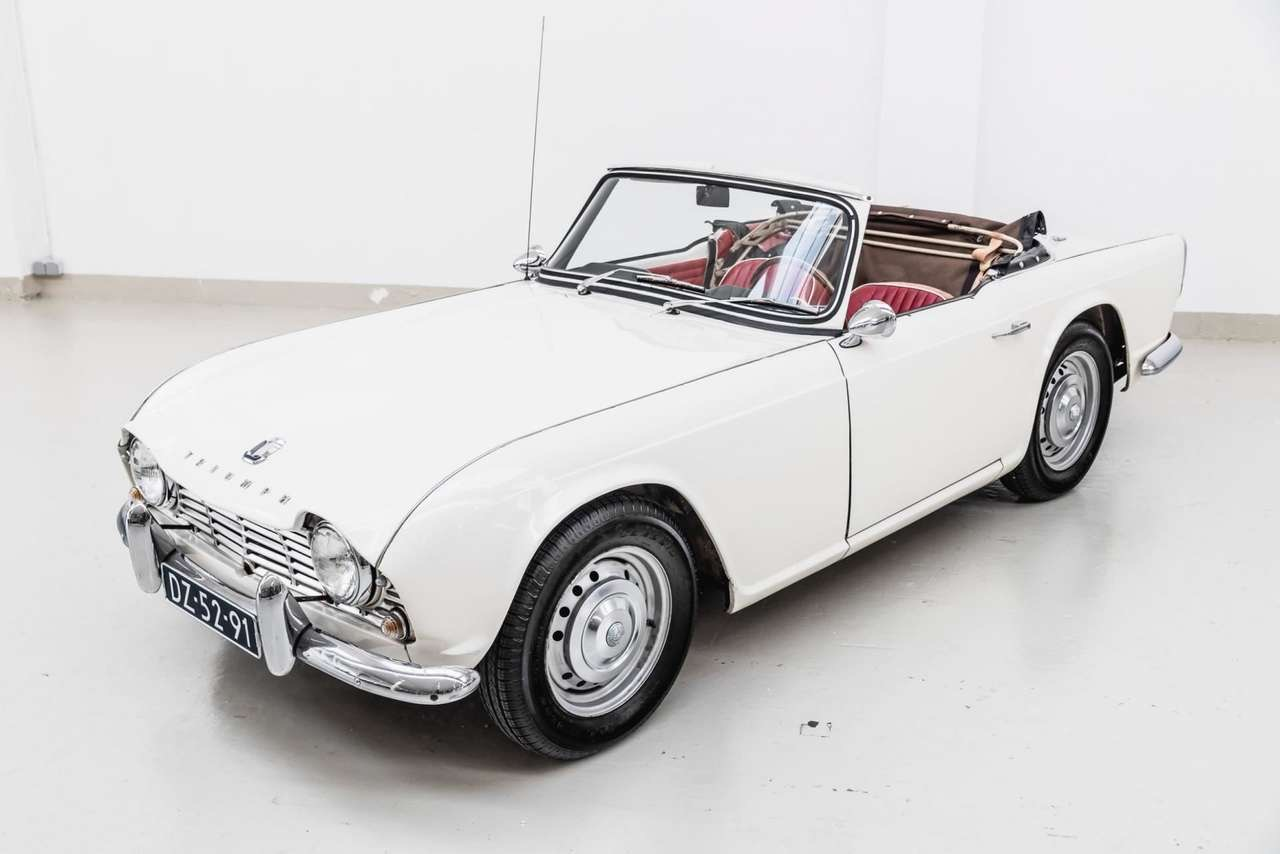
1964 Triumph TR 4

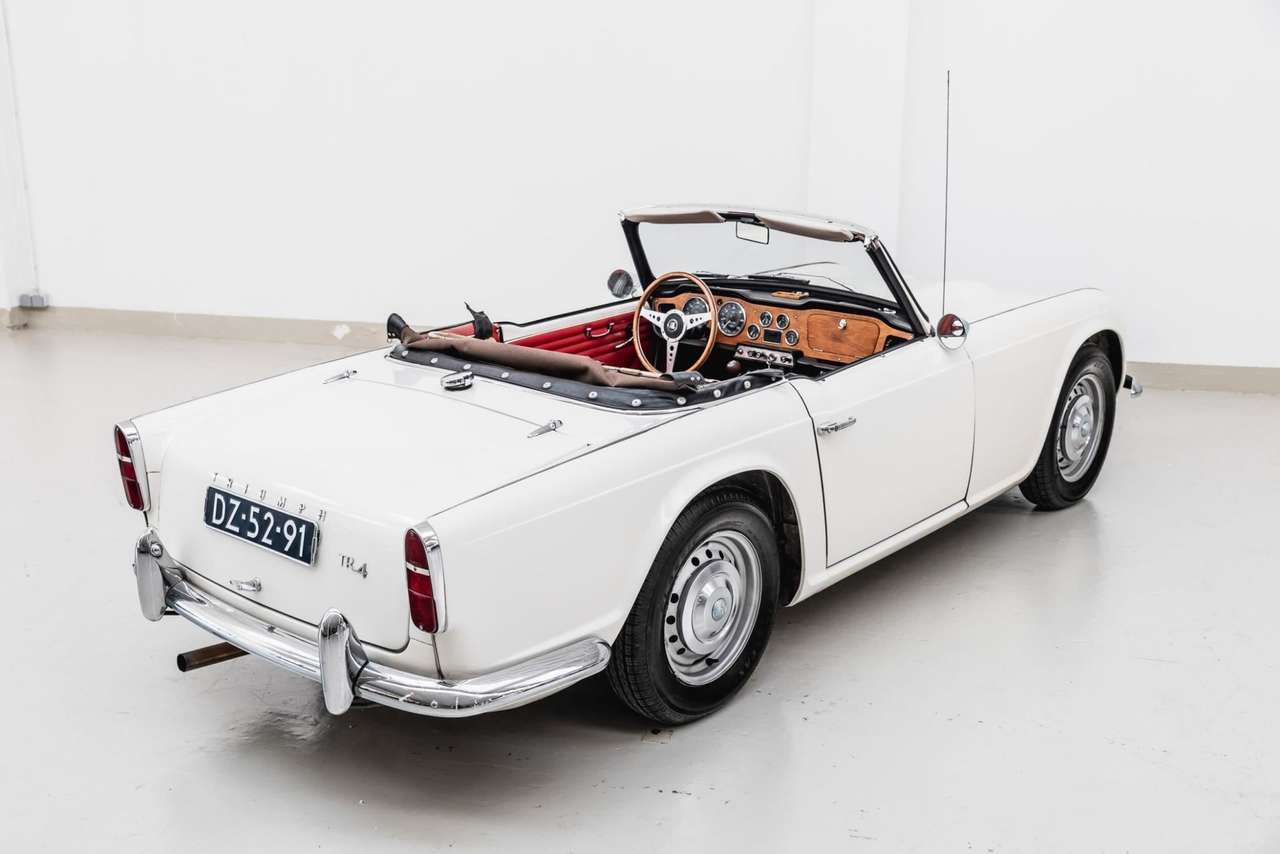
1964 Triumph TR 4

De TR 4 liet lang op zich wachten. Bij Triumph was men wel overtuigd van de noodzaak om de TR 3a te vervangen maar men schrok terug voor de hoge kosten van ontwikkeling en het op gang brengen van de productie van de nieuwe TR. Ook kon men het op directieniveau niet eens worden over het ontwerp. 
Uiteindelijk werd men het eens over een ontwerp van Giovanni Michelotti. Het oude chassis werd onveranderd overgenomen, maar er waren talrijke verschillen:
- De motorinhoud was drastisch gestegen.
- Versnellingsbak was volledig gesynchroniseerd.
- De carrosserie was totaal nieuw en een paste volledig bij de stijl van dat decennium.
- De deuren waren voorzien van opdraaibare ramen, het comfort was aanmerkelijk gestegen en ook de bagageruimte was aanmerkelijk groter. De TR4 werd gebouwd tot 1965 in een oplage van 40.253 stuks.

#### TR 4A (IRS)

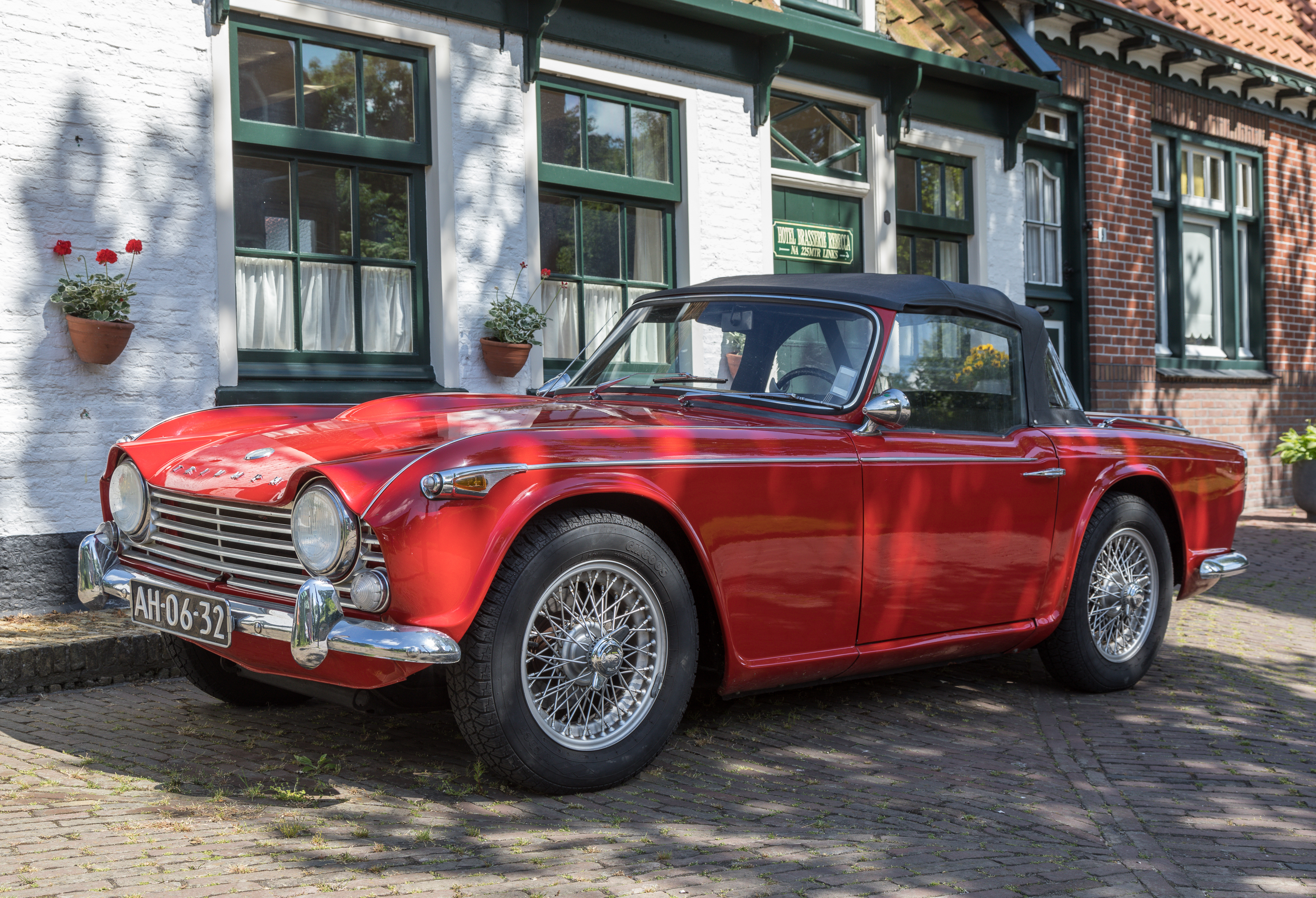
Triumph TR4A

Omdat het chassis-ontwerp nog steeds afstamde van de TR 2 en het comfort en de wegligging van die auto al niet tot het meest moderne behoorde, werd het in 1965 noodzakelijk om het chassis en de wielophanging te herzien. Besloten werd om de achterwielophanging onafhankelijk te maken en men gebruikte hiervoor de onderdelen van de Triumph 2000 saloon, de gezinsauto van het concern.
 Het chassis moest hiertoe dramatisch gewijzigd worden om de onafhankelijke achterwielophanging mogelijk te maken.  Dit volledig nieuw ontworpen Independent Rear Suspension chassis onderscheidt zich van het TR2-3-4 chassis door zijn klokbelvorm ontwerp en hogere chassisleden - 73,60 mm in plaats van 67,25 mm - en heeft dan ook niets meer uitstaande met het klassieke laddervormige chassis van de Standard Flying Nine. De auto kreeg een nieuwe typeaanduiding: TR 4A met op de achterklep de vermelding "IRS"; hetgeen de afkorting is van  Independant Rear Suspension. Verder werd het sobere metalen TR4 dashboard voorzien van een, gefineerd houten paneel en verhuisde de bediening van de handrem naar de transmissietunnel tussen de stoelen.
Voor de Amerikaanse markt werd, op verzoek van de dealers aldaar een minder complexe en goedkopere versie met starre achteras gebouwd. Het nieuw ontworpen chassis werd daartoe wederom aangepast zodat een conventionele starre as kon worden gemonteerd. Deze versie van de TR 4 A werd in Amerika verkocht als het standaardmodel, waarbij tegen meerprijs gekozen kon worden voor de IRS uitvoering. 
Er werden tot 1967 28.465 auto's gebouwd.

### TR 5

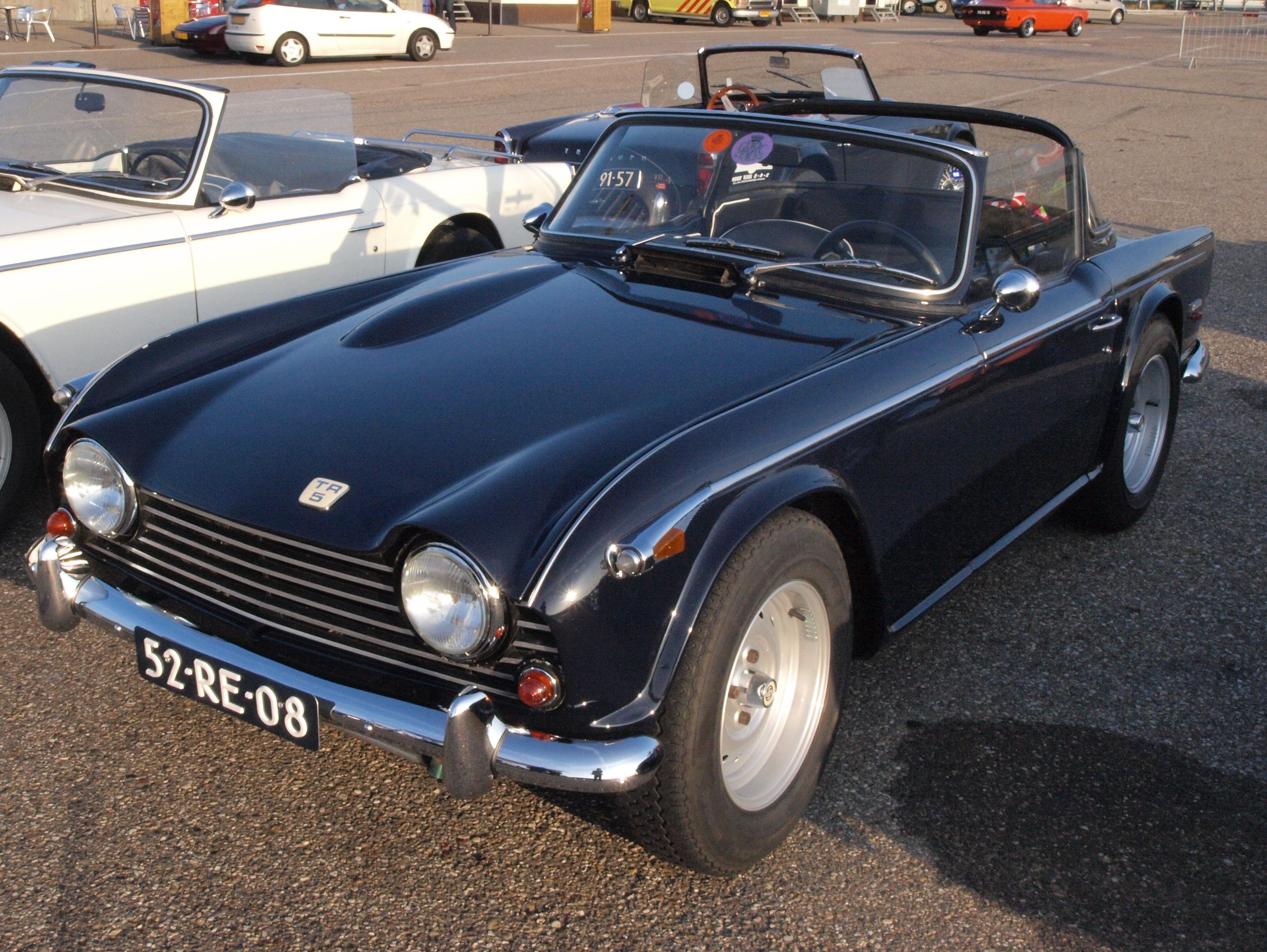
Triumph TR 5 dutch licence registration 52-RE-08

In 1967 verscheen de TR 5, een doorontwikkeling van de TR 4A  IRS die, onder druk van de markt voorzien was van een zescilindermotor met mechanische brandstofinjectie. De viercilinder van de TR 4 was qua vermogen niet opgewassen tegen de zescilindermotoren van MG, Porsche en de Datsun 240 Z, waarmee men op de Amerikaanse markt moest concurreren.

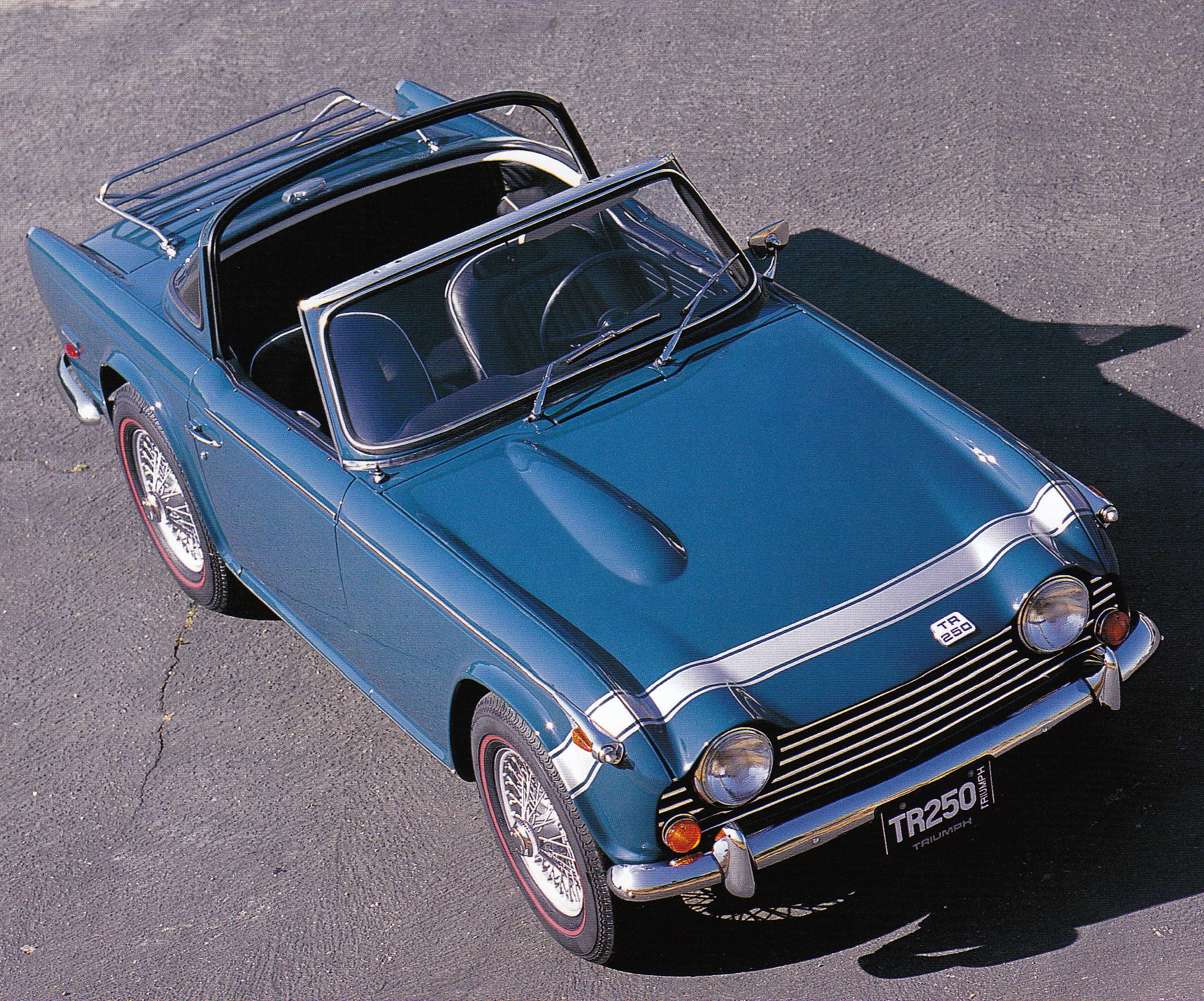
Triumph TR 250 met Surrey Top

De vormgeving bleef vrijwel dezelfde. Alleen de naambadges, de dubbele uitlaat, grille  en de verhuizing van de stadslichten hoger op de voorspatborden  maakten de auto als TR 5 herkenbaar. Op de achterzijde stond de vermelding "PI": Petrol Injection.

#### TR 250
De zescilindermotor met brandstofinjectie voldeed echter snel niet meer aan de steeds strenger wordende Amerikaanse emissie-eisen van dat moment en besloten werd om de auto daar op de markt te brengen met een getemperde motor met verzegelde  Stromberg carburateurs. De auto was uiterlijk vrijwel identiek aan de TR 5 maar was herkenbaar aan de duidelijke zilverkleurige belijning over de motorkap. Er werden tot 1968 slechts 2.947 TR 5's gebouwd en 8.484 stuks van de TR 250. Begrijpelijk is, dat dit model evenals de TR 5, door hun geringe productieaantal, de meest gezochte en duurst betaalde TR's zijn op de klassiekermarkt van heden.

### TR 6

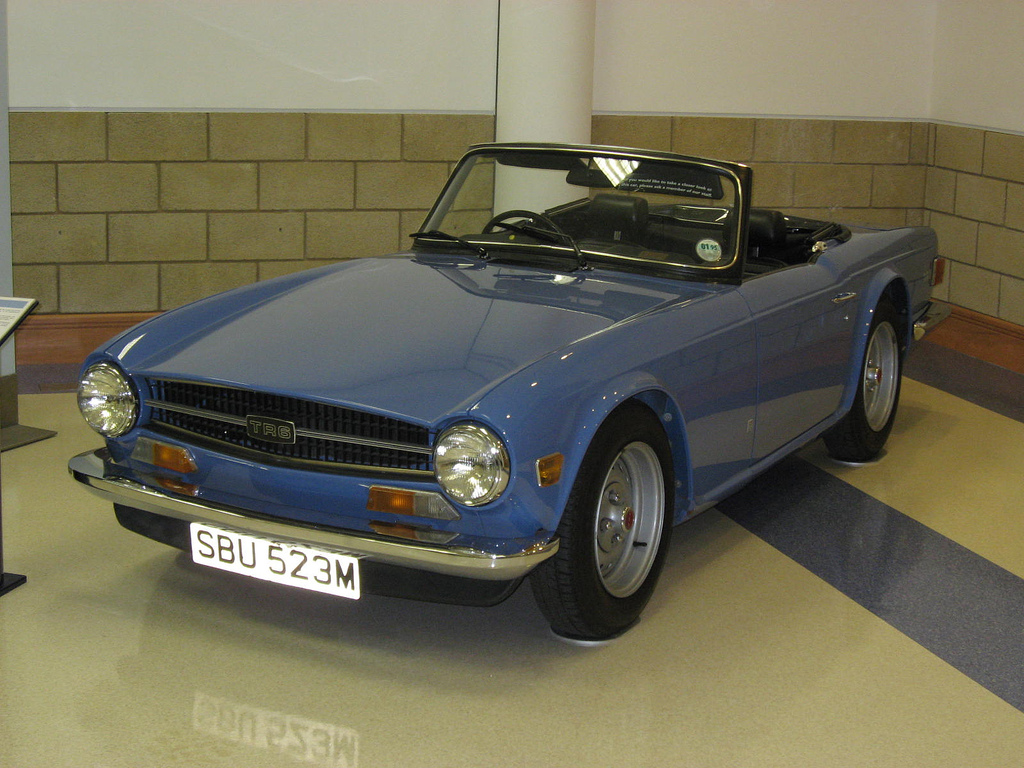
Triumph TR 6

In 1968 werd duidelijk dat de styling van de TR-serie achterliep bij de concurrentie en men besloot het uiterlijk drastisch te wijzigen. Michelotti was nog wel in dienst van het concern maar was met andere ontwerpen zo belast dat een ander ontwerpbureau geraadpleegd moest worden. Men besloot tot de Fa. Karmann in Osnabrück, Duitsland. Niet zo voor de hand liggend, maar het bleek een gouden greep. Karmann wist met een miniem budget de auto totaal te re-stylen. De basiscarrosserie bleef hetzelfde alsmede de deuren en de voorruit.
 Veranderd werden:
- Motorkap,
- Achterklep,
- Spatborden vóór en achter,
- Front.
- Bredere wielen.

Mechanisch bleef alles zoals bij de TR 5, inclusief het chassis, wat zijn oorsprong heeft in het chassis van de Triumph TR4A.  
De auto was een groot succes, met name op de belangrijke exportmarkt Amerika en werd tot eind 1976 in een oplage van: 91.850 stuks goed verkocht.

### TR 7

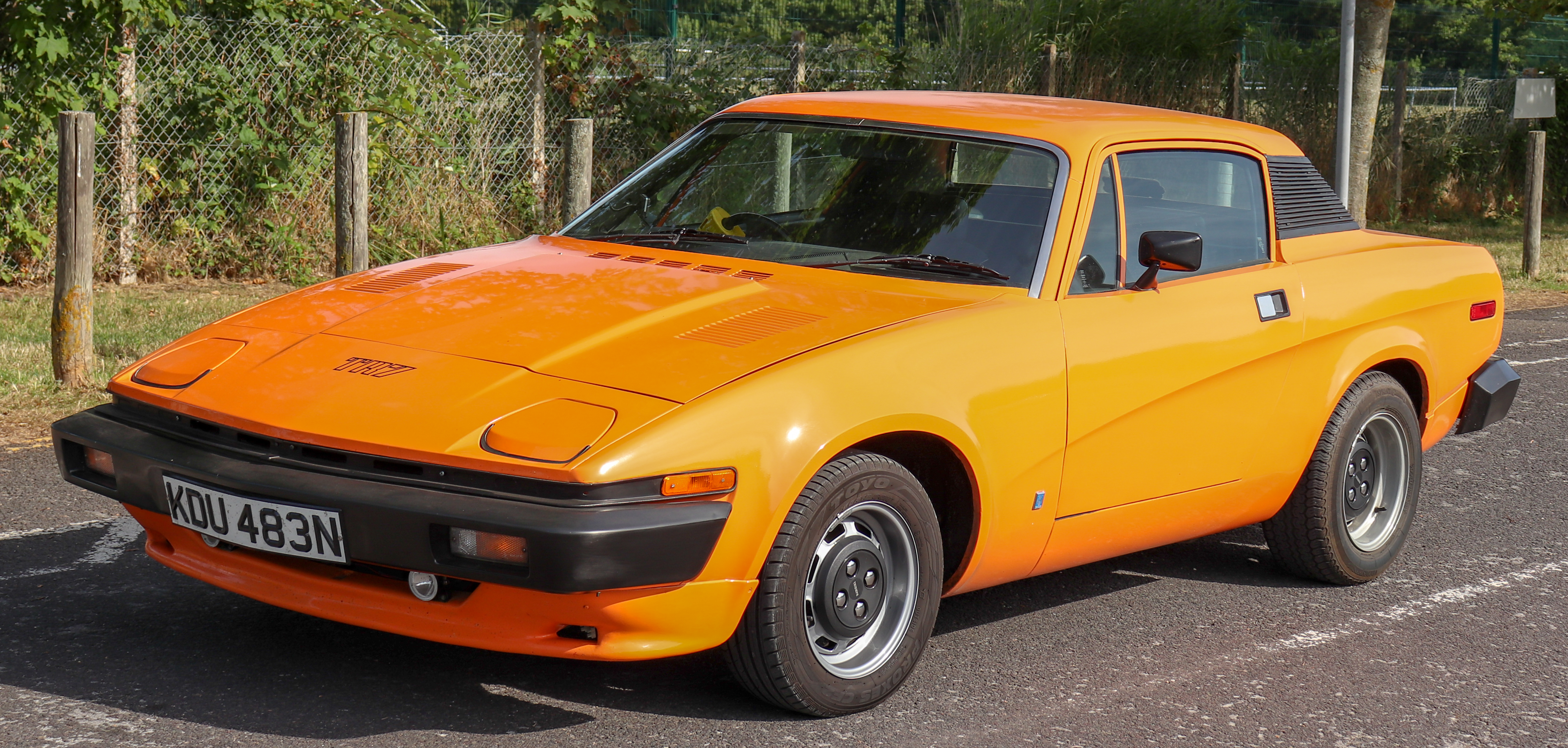
Triumph TR 7

Alleen de typeaanduiding TR 7 koppelde deze auto aan zijn voorgangers uit de TR-serie, vermoedelijk om marketingtechnische redenen. Men hoopte het marktaandeel, veroverd met de TR 6, te behouden maar de puristen waren niet gecharmeerd van het totaal afwijkende concept. De auto was bijvoorbeeld de eerste vier jaar niet als cabriolet verkrijgbaar. Opvallend was wel, dat van deze TR 7 het grootste aantal auto's werden verkocht uit de hele TR-serie; tussen 1975 en 1981 maar liefst 112.368 stuks aan, waarschijnlijk, een heel nieuwe klantenkring.

### TR 8

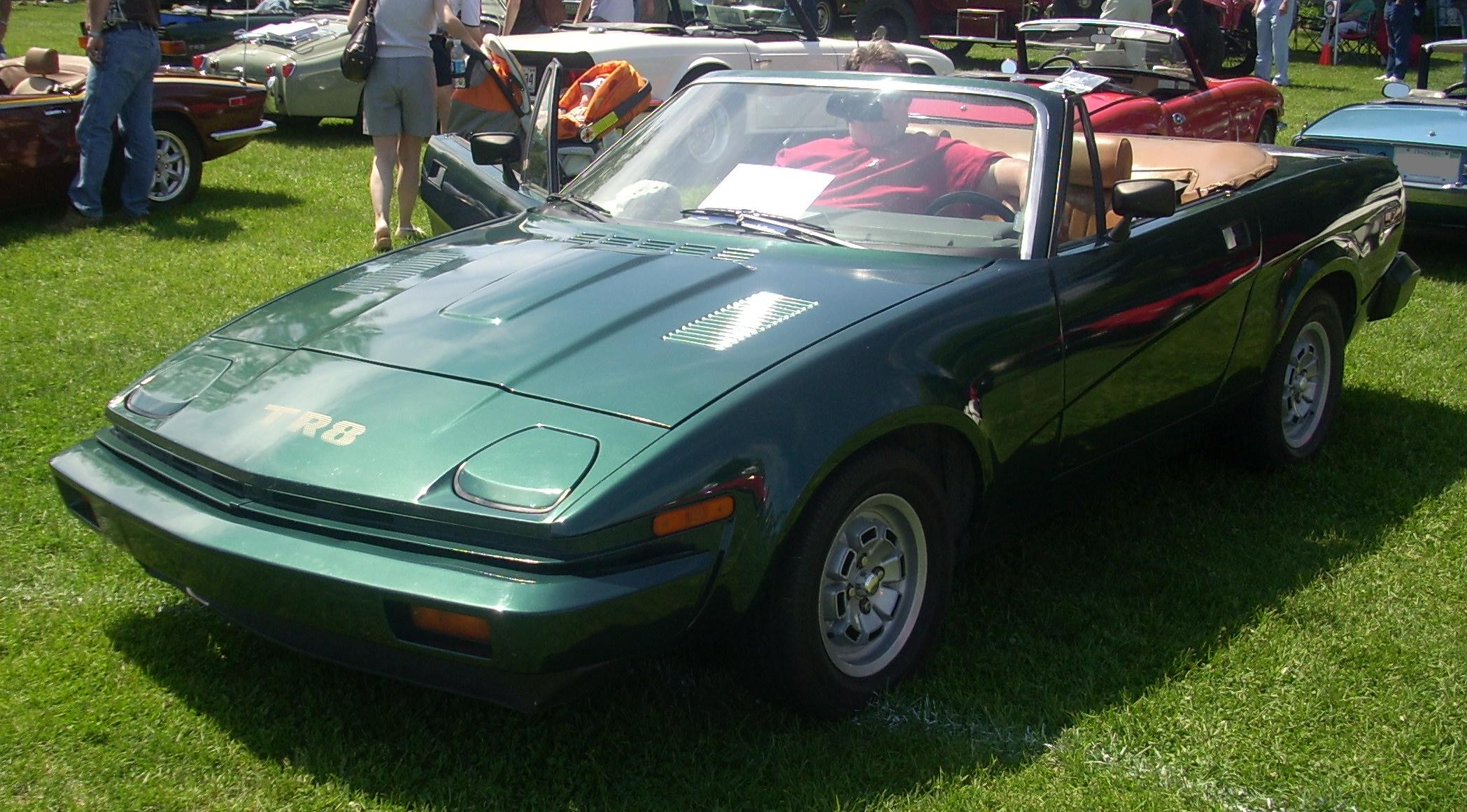
Triumph TR 8

Ook wel genoemd: "De Laatste TR". 
 TR 7 had een viercilindermotor van 2.000 cm³. Om aan de, voor de Amerikaanse markt vereiste, emissie-eisen te voldoen was deze motor te zwak. Vanwege de vele noodzakelijke en beperkende aanpassingen op het gebied van brandstoftoevoer zou er te weinig vermogen overblijven om nog van sportwagen prestaties te kunnen spreken. De concurrentie had veel sterkere motoren.
Besloten werd om de achtcilinder  V motor van Rover in de TR 7 te bouwen. Hiermee was in de ontwerpfase al rekening gehouden zodat er geen technische belemmeringen waren.
 De auto werd TR 8 genoemd en is alleen in de Verenigde Staten verkocht. Productieaantal van 1979 tot 1981: 2.722 stuks.